# Zhargalma Tsyrenova
Zhargalma Ochirovna Tsyrenova –en ruso, Жаргалма Очировна Цыренова– (Uliukchikan, 9 de junio de 1989) es una deportista rusa de origen buariato que compite en lucha libre. Ganó una medalla de plata en el Campeonato Europeo de Lucha de 2013, en la categoría de 59 kg.

## Palmarés internacional
| Campeonato Europeo | Campeonato Europeo | Campeonato Europeo | Campeonato Europeo |
| Año                | Lugar              | Medalla            | Categoría          |
| ------------------ | ------------------ | ------------------ | ------------------ |
| 2013               | Tiflis (Georgia)   | Medalla de plata   | 59 kg              |